# Змаг (тижневик)
«Змаг» — львівська спортивна газета, тижневик. Виходив у 1937–1939 роках. Єдиний на той час український спортивний часопис у Галичині.
Спортовий тижневик «Змаг» пропагував спорт, висвітлював спортивні події Галичини та світу. Виходив щопонеділка, крім номерів 44-45 (1938) і 1-3 (1939), які виходили у четвер.

## Основні дані
- Відповідальний редактор: Мирослав Куник (1937, числа 1-9), Олександр Костик (1937, ч. 10 — 1938). Редактор: Роман Сливка.
- Видавець: Видавнича Спілка «Діло» у Львові.
- Друк: «Поспішна» Перемишль (1937, ч. 1-9), «Вікторія» Львів (1937, ч. 10-11), «Слово» Львів (1937, ч. 12-30), Друкарня Видавничої Спілки «Діло» Львів (1937, ч. 31 — 1939).
- Формат: 45,5 × 31 см.

Перше число вийшло 1 лютого 1937 року. Виходили числа:
- 1937 — № 1-20, 22-25, 27-46
- 1938 — № 1(47) — 45(91)
- 1939 — № 1(92) — 9(100)

Наклад чисел 21 і 26 за 1937 рік повністю конфіскувала влада.

## Тематика
22 грудня 1935 року у Львові відбувся з'їзд українських спортивних товариств Галичини, де вирішено видавати часопис, який би висвітлював стан справ у спортивному житті краю. У редакційній статті «Наші позиції» наголошувалося, що часопис буде працювати у трьох ділянках: виховно-ідеологічній, організаційній та інформаційній. «Змаг» прагнув до «встановлення атмосфери взаїмного пошанування … та підходу до справ з точки погляду … загальних інтересів українського спортового руху» (1937.— Ч. 1.— С. 1).
Перші місяці редакція знаходилася в Перемишлі, а з №10 1937 року часопис переїхав до Львова. Видання було ілюстроване, спочатку на 8 сторінок, потім на 4 сторінки. Інформаційні відділи (займали сторінку): «Давайте понишпоримо в інших газетах», «Останні відомості», «Дописи з місць», «Послухаймо звітів», а після зменшення обсягу — «Футбол», «Бокс», «Легкоатлєтика». Часопис друкував статті про історію спортивного життя окремих сіл, повітів Галичини. Виходили публікації про важливість і необхідність розвитку спорту та фізкультури на національному ґрунті для виховання молоді, про роль спортивної преси у цьому.
Автори публікацій: Богдан Ліськевич (Б. Л.) — футболіст команди «Пролом» Станиславів, Богдан Сич, Роман Сливка, Іван Смолій, Омелян Навроцький, М. Залужний, М. Дуткевич, Гіякинт Брунька, Ембард, В. Кон-ич та інші.